# Пітерборо Юнайтед
«Пітербо́ро Юна́йтед» (англ. Peterborough United Football Club) — англійський футбольний клуб з Пітерборо. Заснований 1934 року.

## Досягнення
- Третій дивізіон Футбольної ліги (зараз Перша футбольна ліга):
  - Віце-чемпіон: 2008-09
  - Переможець плей-оф: 1991-92, 2010-11

- Четвертий дивізіон Футбольної ліги (зараз Друга футбольна ліга):
  - Переможець: 1960-61, 1973-74
  - Віце-чемпіон: 2007-08
  - Переможець плей-оф: 1999–2000

- Мідлендська ліга:
  - Переможець: 1939-40, 1955-56, 1956-57, 1957-58, 1958-59, 1959-60
  - Віце-чемпіон: 1953-54